# La Feuillie
|  | Per a altres significats, vegeu «La Feuillie (Sena Marítim)». |

La Feuillie és un municipi francès al departament de la la Mànega de la regió de Normandia. L'any 2007 tenia 287 habitants.

## Demografia

### Població
El 2007 la població de fet de La Feuillie era de 287 persones. Hi havia 126 famílies de les quals 34 eren unipersonals (17 homes vivint sols i 17 dones vivint soles), 59 parelles sense fills, 25 parelles amb fills i 8 famílies monoparentals amb fills.
La població ha evolucionat segons el següent gràfic:

### Habitatges
El 2007 hi havia 174 habitatges, 128 eren l'habitatge principal de la família, 31 eren segones residències i 16 estaven desocupats. Tots els 173 habitatges eren cases. Dels 128 habitatges principals, 107 estaven ocupats pels seus propietaris, 18 estaven llogats i ocupats pels llogaters i 3 estaven cedits a títol gratuït; 9 tenien dues cambres, 27 en tenien tres, 26 en tenien quatre i 65 en tenien cinc o més. 102 habitatges disposaven pel capbaix d'una plaça de pàrquing. A 73 habitatges hi havia un automòbil i a 43 n'hi havia dos o més.

### Piràmide de població
La piràmide de població per edats i sexe el 2009 era:
| Homes | Edats   | Dones |
| ----- | ------- | ----- |
| 0     | 95 o +  | 0     |
| 0     | 90 a 94 | 0     |
| 0     | 85 a 89 | 0     |
| 0     | 80 a 84 | 0     |
| 16    | 75 a 79 | 20    |
| 12    | 70 a 74 | 32    |
| 4     | 65 a 69 | 4     |
| 8     | 60 a 64 | 0     |
| 4     | 55 a 59 | 12    |
| 12    | 50 a 54 | 0     |
| 20    | 45 a 49 | 8     |
| 8     | 40 a 44 | 12    |
| 8     | 35 a 39 | 0     |
| 0     | 30 a 34 | 4     |
| 4     | 25 a 29 | 0     |
| 12    | 20 a 24 | 4     |
| 8     | 15 a 19 | 8     |
| 0     | 10 a 14 | 8     |
| 0     | 5 a 9   | 0     |
| 8     | 0 a 4   | 0     |

## Economia
El 2007 la població en edat de treballar era de 155 persones, 104 eren actives i 51 eren inactives. De les 104 persones actives 89 estaven ocupades (52 homes i 37 dones) i 16 estaven aturades (3 homes i 13 dones). De les 51 persones inactives 23 estaven jubilades, 9 estaven estudiant i 19 estaven classificades com a «altres inactius».

### Ingressos
El 2009 a La Feuillie hi havia 122 unitats fiscals que integraven 269,5 persones, la mediana anual d'ingressos fiscals per persona era de 13.877 €.

### Activitats econòmiques
Dels 8 establiments que hi havia el 2007, 5 eren d'empreses de construcció, 1 d'una empresa de comerç i reparació d'automòbils, 1 d'una empresa de transport i 1 d'una empresa d'hostatgeria i restauració.
Dels 5 establiments de servei als particulars que hi havia el 2009, 1 era un paleta, 2 guixaires pintors, 1 fusteria i 1 electricista.
L'any 2000 a La Feuillie hi havia 23 explotacions agrícoles que ocupaven un total de 623 hectàrees.

## Poblacions properes
El següent diagrama mostra les poblacions més properes.